# Markus Eibegger
Markus Eibegger, né le 16 octobre 1984 à Knittelfeld, est un coureur cycliste autrichien.

## Biographie
En septembre 2006, il est écarté de la sélection autrichienne espoirs pour avoir tenté de se soustraire à un contrôle lors des mondiaux de Salzbourg,. 
Non conservé par l'équipe Footon-Servetto à la fin de la saison 2010, il devait rejoindre l'équipe australienne Pegasus. Seulement, cette équipe lui a refermé la porte au nez et il a dû partir à la recherche d'une autre équipe. C'est ainsi que l'équipe iranienne Tabriz Petrochemical l'a accueilli. C'est avec cette équipe qu'il remporte le classement général du Tour de Taïwan 2011.
Il met un terme à sa carrière à l'issue de la saison 2018. Il commence une carrière dans le secteur bancaire, mais conserve un rôle dans le management de l'équipe Felbermayr Simplon Wels.

## Palmarès
- 2001
  - 2e étape de l'Internationale 3-Etappen-Rundfahrt (de)
- 2004
  - 2e du championnat d'Autriche sur route espoirs
  - 2e du championnat d'Autriche de la montagne
- 2005
  -  Champion d'Autriche sur route espoirs
  -  Champion d'Autriche du contre-la-montre espoirs
- 2006
  - Classement général du Grand Prix Guillaume Tell
  - 2e du championnat d'Autriche du contre-la-montre espoirs
- 2007
  -  Champion d'Autriche de la montagne
  - Giro di Festina
  - Völkermarkter Radsporttage
  - Tour du Burgenland
  - 2e du championnat d'Autriche sur route
  - 3e de la Route du Sud
- 2008
  -  Champion d'Autriche de la montagne
  - Tour du Burgenland
- 2009
  -  Champion d'Autriche sur route
  -  Champion d'Autriche de la montagne
  - 2e étape de l'Istrian Spring Trophy
  - 2e étape du Tour de Bavière
  - Raiffeisen Grand Prix
- 2010
  - 2e du Raiffeisen Grand Prix
- 2011
  -  Champion d'Autriche de la montagne
  - Tour de Taïwan :
    - Classement général
    - 3e étape

  - 3e étape du Tour de Haute-Autriche
  - 2e du Tour de Corée
- 2012
  - Istrian Spring Trophy :
    - Classement général
    - 2e étape
- 2013
  - 2e étape du Sibiu Cycling Tour
  - 2e du Circuit des Ardennes international
  - 2e de Banja Luka-Belgrade I
  - 2e du Tour de Haute-Autriche
- 2014
  - 4e étape du Tour de Bretagne
  - 6e étape de l'An Post Rás
  - 3e du Grand Prix Südkärnten
  - 3e du Raiffeisen Grand Prix
- 2015
  - Istrian Spring Trophy :
    - Classement général
    - 2e étape
- 2016
  - 1re étape de l'Istrian Spring Trophy
  - Classement général du Tour d'Azerbaïdjan
  - 3e étape du Tour de Slovaquie
  - 3e étape du Tour de Haute-Autriche
  - 2e du Grand Prix Izola
  - 3e du Tour de Haute-Autriche
- 2017
  - 3e du Tour de Haute-Autriche
  - 3e du Grand Prix Kranj
- 2018
  - Eröffnungsrennen Leonding

## Résultats sur les grands tours

### Tour de France
1 participation
- 2010 : abandon (9e étape)

### Tour d'Italie
1 participation
- 2010 : 48e

## Classements mondiaux
| Année                  | 2005 | 2006 | 2007 | 2008 | 2009 | 2010 | 2011 | 2012 | 2013 | 2014 | 2015 | 2016 | 2017 |
| ---------------------- | ---- | ---- | ---- | ---- | ---- | ---- | ---- | ---- | ---- | ---- | ---- | ---- | ---- |
| Calendrier mondial UCI |      |      |      |      |      | nc   |      |      |      |      |      |      |      |
| UCI Africa Tour        |      |      |      |      |      |      |      |      |      | 248e |      |      |      |
| UCI Asia Tour          |      |      |      |      |      |      | 17e  |      |      | 166e | 271e |      |      |
| UCI Europe Tour        | 623e | 118e | 82e  | 593e | 75e  |      | 622e | 221e | 80e  | 285e | 226e | 75e  | 642e |